# Aenigmatias curvinervis
Aenigmatias curvinervis är en tvåvingeart som beskrevs av Borgmeier 1962. Aenigmatias curvinervis ingår i släktet Aenigmatias och familjen puckelflugor.
Artens utbredningsområde är Kalifornien. Inga underarter finns listade i Catalogue of Life.